# Wisznia (Ukraina)
Wisznia, Bieńkowa Wisznia (ukr. Вишня, Wysznia) – wieś na Ukrainie, w obwodzie lwowskim, w rejonie samborskim (wcześniej w rejonie gródeckim). W 2001 roku liczyła ok. 1,8 tys. mieszkańców.

## Historia
Wieś, położona w powiecie przemyskim, była własnością Józefa Łączyńskiego, została spustoszona w czasie najazdu tatarskiego w 1672 roku. Należała do klucza rudeckiego (Rudki koło Sambora). Hetman Jan Sobieski w trakcie wyprawy na czambuły, dysponując zaledwie 3000 jazdy, pobił w bitwie pod Komarnem kilkudziesięciotysięczne wojska tatarskie, uwalniając pod Bieńkową Wisznią 44 000 ludzi z jasyru. W 1796 roku wieś została zakupiona przez rodzinę Fredrów. Dziedzicem miejscowości był Jacek Fredro, hrabia, herbu Bończa, ojciec Aleksandra Fredry.
W II Rzeczypospolitej wieś należała początkowo do gminy wiejskiej Beńkowa Wisznia. 1 sierpnia 1934 roku w ramach reformy na podstawie ustawy scaleniowej została włączona do gminy wiejskiej Hoszany w powiecie rudeckim, w województwie lwowskim. W 1921 roku gmina liczyła 1708 mieszkańców i znajdowało się w niej 313 budynków mieszkalnych. 445 osób deklarowało narodowość polską, 1250 – rusińską, 13 – żydowską. 
W sierpniu 1944 r. nacjonaliści ukraińscy z OUN - UPA zamordowali tutaj 15 Polaków.

## Pałac w Wiszni
W Wiszni znajduje się neorenesansowy pałac zbudowany w 1835 roku przez Aleksandra hrabiego Fredrę (rozbudowany w 1896), który w 2009 roku został poddany pierwszemu etapowi renowacji w ramach projektu „Inwentaryzacja Pałacu Fredrów w Beńkowej Wiszni”. Projekt jest finansowany bezpośrednio przez polskie Ministerstwo Kultury i Dziedzictwa Narodowego w ramach programu „Ochrona polskiego dziedzictwa narodowego poza granicami kraju”.